# Zeche Tulipan
Die Zeche Tulipan ist ein ehemaliges Steinkohlenbergwerk im Wittener Ortsteil Vormholz. Das Bergwerk befand sich im oberen Muttental. Das Bergwerk war auch unter dem Namen Zeche Tulipane bekannt. Eine weitere Bezeichnung für das Bergwerk war Zeche Tulipan Gerichts Herbede.

## Geschichte

### Die Anfänge
Im Jahr 1740 war das Bergwerk bereits in Betrieb. In diesem Jahr wurden zwei Freikuxe vergeben. Am 9. Juni des Jahres 1746 verkaufte Johann Melchior Küper ein Viertel seines Anteils an Johann Henrich Niermann. Am 23. Mai des Jahres 1752 erwarb Johann Caspar Hundeicker die Hälfte der Anteile von Johann Melchior Küper. In der nachfolgenden Zeit beteiligte Johann Melchior Küper den Caspar Bröcking mit der Hälfte seiner verbliebenen Anteile. Am 23. Juni des Jahres 1752 fand die allgemeine Verleihung statt. Belehnt wurden die Gewerken Johann Melchior Küper, Johann Henrich Niermann, Caspar Bröcking und Johann Caspar Hundeicker mit einer Fundgrube und 30 Maaßen. Der Bau des Stollens wurde noch im selben Jahr begonnen.

### Die weiteren Jahre
Der Stollen wurde westlich vom Muttenbach aufgefahren. Ab dem Jahr 1758 war das Bergwerk für mehrere Jahre in Betrieb. In den Jahren 1761 und 1765 fand eine Vermessung des tiefen Stollens statt. Am 24. November des Jahres 1766 wurde ein Schürfschein für zwei Nebenbänke ausgestellt. Am 27. November desselben Jahres wurde die Mutung auf die beiden Nebenbänke eingelegt. Als Muter traten Caspar Böcking und Melchior Küper auf. Am 1. März des Jahres 1771 waren als Gewerken Johann Henrich Niermann und Johann Caspar Hundeicker in den Unterlagen vermerkt. Beide Gewerken besaßen jeweils 64 Kuxe. Die Mitgewerken Johann Melchior Küper und Caspar Bröcking hatten zu diesem Zeitpunkt ihre Anteile bereits an Johann Henrich Niermann verkauft. Die Rezeßgelder waren entrichtet worden. Am 6. August des Jahres 1791 wurde das Längenfeld Plato verliehen. Nur wenige Tage später, am 13. August, wurden die Längenfelder Tulipan und Neu Tulipan verliehen. Im Jahr 1798 wurde am Schacht 8 abgebaut. Im Jahr 1805 waren der Schacht Martha und der Schacht Victoria in Förderung. Im Jahr 1810 waren der Schacht Christine, der Schacht David und der Schacht Ferdinand in Betrieb. Im Jahr 1815 war der Schacht Wilhelm in Betrieb. Im Jahr 1820 waren die Schächte Doris und Henriette in Betrieb. Schacht Doris war mit einem Göpel ausgestattet. Im Jahr 1825 waren der Schacht August, der Schacht Doris und der Schacht Georg in Betrieb. Am 3. April und am 26. Juli des Jahres 1827 konsolidierte die Zeche Tulipan mit der Zeche Plato und dem Längenfeld Neu Tulipan zur Zeche Vereinigte Tulipan.